# Gennetines
Gennetines – miejscowość i gmina we Francji, w regionie Owernia-Rodan-Alpy, w departamencie Allier.

## Demografia
Według danych na rok 1990 gminę zamieszkiwały 554 osoby, a gęstość zaludnienia wynosiła 14 osób/km². W styczniu 2015 r. Gennetines zamieszkiwało 698 osób, przy gęstości zaludnienia wynoszącej 17,8 osób/km².